# Nazionale di bob della Bulgaria
La nazionale di bob della Bulgaria è la selezione che rappresenta la Bulgaria nelle competizioni internazionali di bob.
La squadra ha partecipato a quattro edizioni dei Giochi olimpici invernali.

## Storia
Dopo il successo delle Olimpiadi di Sarajevo 1984, primo paese socialista ad organizzare i Giochi invernali, l'interesse per gli sport invernali si diffuse anche in Bulgaria, tanto che il presidente del Comitato olimpico bulgaro Ivan Slavkov decise di presentare la candidatura di Sofia per ospitare i XVI Giochi olimpici invernali (poi assegnati ad Albertville) e dei XVII Giochi olimpici invernali (assegnati poi a Lillehammer). Per ufficializzare le candidature olimpiche, la Bulgaria aveva bisogno di sviluppare un programma per diffondere le pratiche sportive nel paese: lo sviluppo del bob bulgaro fu affidata alla compagnia aerea di bandiera Balkan, che finanziò l'acquisto dei bob nella Germania dell'Est e trasportò i bobbisti bulgari e le attrezzature sui luoghi per l'allenamento e la partecipazione alle gare. Pur non esistendo piste in Bulgaria, a metà degli anni 1980 fu realizzata nella località balneare di Varna un pista di "bob estivo", in cui era possibile scendere su una lingua di cemento a bordo di bob di legno muniti di ruote piroettanti e di una leva per frenare.
La nazionale di bob debuttò alle Olimpiadi di Calgary 1988, dove i tre equipaggi bulgari giunsero al 24º posto con il bob a quattro (penultimi), e al 22º e 32º posto nel bob a due. Curiosamente, la Bulgaria fu tra i concorrenti della cosiddetta "Coppa dei Caraibi", premio goliardico che la Nazionale di bob delle Isole Vergini Americane mise in palio fra gli equipaggi provenienti da paesi tropicali e poca esperienza bobbistica (la Bulgaria venne aggiunta per simpatia); il trofeo venne assegnato alla Nazionale di bob della Nuova Zelanda (20º posto), anche se in effetti il miglior risultato di una squadra "tropicale" fu il 15º posto della Nazionale di bob di Taipei Cinese (Taiwan).
I bobbisti bulgari tornarono ai Giochi di Albertville 1992, giungendo al 22º posto nel quattro, mente nel doppio registrarono il 28º e 39º tempo. Alle Olimpiadi di Lillehammer 1994 il bob a due bulgaro si piazzò in 25ª posizione. A seguito della fallita candidatura olimpica di Sofia, il movimento bobbistico accusò un arresto per alcuni anni.
Nel 2001 l'ex atleta di atletica leggera Stefan Vasilev formò nuovamente una squadra in vista dei Giochi di Salt Lake City. Per questo, noleggiò a Sigulda una slitta femminile della Nazionale di bob della Lettonia, pur non sapendo che tale attrezzatura era più leggera (36 kg in meno) rispetto a quella maschile, e quindi più lenta: riuscì comunque a centrare la qualificazione olimpica, pur compiendo appena cinque discese. Alle Olimpiadi di Salt Lake City 2002 il bob a due bulgaro giunse al 32º posto (su 38 squadre). Vasilev prese parte in seguito a diverse competizioni.
Dopo i Campionati europei di bob 2004, Stefan Vasilev fu sottoposto ad esame antidoping e squalificato per due anni (in seguito fu assolto dal Tribunale Arbitrale dello Sport a Losanna, avendo dimostrato che l'uso di farmaci vietati era dovuto alla necessità di sottoporsi ad un intervento chirurgico urgente). La vicenda attirò l'attenzione del Ministero dello sport che rilevò irregolarità contabili nella gestione dei finanziamenti pubblici da parte della Federazione bulgara di bob, di cui Vasilev era presidente: l'associazione fu condannata nel 2009 a rifondere 934.224 leva allo Stato. Anche dopo la fondazione di una nuova associazione bobbistica, nel 2013 e 2015 il governo bulgaro ne rifiutò nuovamente il riconoscimento per la mancanza di una base sportiva e di una pista, impedendendo così ai bobbisti bulgari di partecipare alle Olimpiadi di Soči 2014.
Nel frattempo, il 16 dicembre 2007 le rumene Maria Spirescu e Beatrice Cristine Spataru, gareggiando sotto la bandiera della Bulgaria e allenate da Pasquale Gesuito, vinsero la medaglia d'oro nella gara di Cesana Pariol della Coppa Europa di bob 2007-2008, la cui classifica finale fu poi vinta dalla stessa Spirescu.
Altri tentativi per qualificarsi alle Olimpiadi di Pyeongchang 2018 fallirono per mancanza di sostegno economico.

## Partecipazione ai giochi olimpici invernali

### Bob a quattro uomini
| Anno | Città       | classifica | Composizione                                                           |
| ---- | ----------- | ---------- | ---------------------------------------------------------------------- |
| 1988 | Calgary     | 24°        | Tsvetozar Viktorov, Plamen Stamov, Nikolay Botev, Aleksandar Simeonov  |
| 1992 | Albertville | 22°        | Tsvetozar Viktorov, Dimitar Dimitrov, Yordan Ivanov, Valentin Atanasov |

### Bob a due uomini
| Anno | Città          | classifica | Composizione                                                             |
| ---- | -------------- | ---------- | ------------------------------------------------------------------------ |
| 1988 | Calgary        | 22° 32°    | Tsvetozar Viktorov, Aleksandar Simeonov Todor Todorov, Nikolay Botev     |
| 1992 | Albertville    | 28° 39°    | Tsvetozar Viktorov, Valentin Atanasov Nikolay Dimitrov, Dimitar Dimitrov |
| 1994 | Lillehammer    | 25°        | Tsvetozar Viktorov, Valentin Atanasov                                    |
| 2002 | Salt Lake City | 32°        | Miroslav Danov, Stefan Vasilev                                           |